# Barry Gibbs
Barry Paul Gibbs (Lloydminster, 28 settembre 1948) è un ex hockeista su ghiaccio canadese.
Prima scelta assoluta del Draft 1966 nel corso della carriera giocò per 13 stagioni nella National Hockey League.

## Carriera
Gibbs a livello giovanile crebbe negli Estevan Bruins, giocando quasi 200 partite fra il 1964 e il 1967. In occasione dell'NHL Amateur Draft 1966 fu scelto in prima posizione assoluta dai Boston Bruins, primo difensore nella storia della manifestazione.  Nel corso della stagione 1966-1967 conquistò il Bill Hunter Memorial Trophy come miglior difensore della Western Hockey League.
Nella stagione 1967-68 esordì da professionista con la maglia dei Boston Bruins. Data la presenza in difesa di Bobby Orr Gibbs trovò poco spazio nel roster, giocando soprattutto nel farm team degli Oklahoma City Blazers in Central Hockey League. Dalla stagione 1969-70 passò ai Minnesota North Stars, squadra con cui giocò per cinque stagioni e mezza totalizzando 161 punti in 405 partite giocate. Nel 1973 fu scelto inoltre per rappresentare i North Stars all'NHL All-Star Game.
Nel gennaio del 1975 dopo uno scambio si trasferì agli Atlanta Flames, squadra con cui giocò oltre 200 partite. Nel dicembre del 1977 cambiò ancora squadra passando ai St. Louis Blues, franchigia in cui ricoprì il ruolo di capitano nella stagione 1978-1979. Dopo un'altra stagione in NHL con i Los Angeles Kings Gibbs concluse la propria carriera nel 1981 dopo una stagione giocata nella CHL.

## Palmarès

### Individuale
- Bill Hunter Memorial Trophy: 1

1966-1967
- WCHL First All-Star Team: 1

1966-1967
- CHL Most Valuable Defenseman Award: 1

1968-1969
- CHL First All-Star Team: 1

1968-1969
- NHL All-Star Game: 1

1973